# Kupfer(I)-(bis(pyridyl)triphenylphosphin)thiocyanat
Kupfer(I)-[bis(pyridyl)triphenylphosphin]thiocyanat ist ein anorganischer, chemischer Komplex des Kupfers. Das positiv geladene Kupferion (Cu+) dient als Zentralteilchen, Pyridin (py) und Triphenylphosphin (PPh3) als einzähnige Liganden.

## Gewinnung und Darstellung

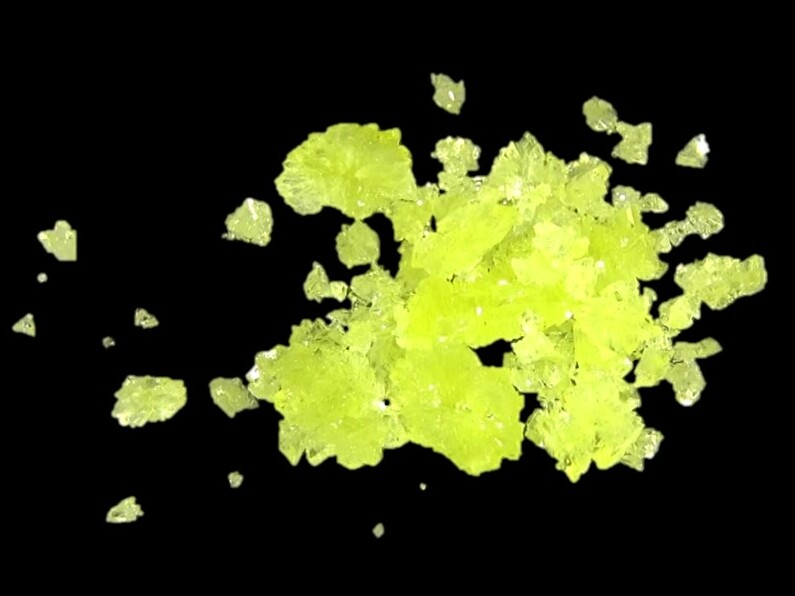
Kupfer(I)-[bis(pyridyl)triphenylphosphin]thiocyanat auf schwarzem Hintergrund

Kupfer(I)-[bis(pyridyl)triphenylphosphin]thiocyanat kann durch Reaktion von Kupfer(I)-thiocyanat und Triphenylphosphin bei 70 °C in Pyridin gewonnen werden, wobei die Temperatur die Reaktion beschleunigt. Die Verbindung muss im Anschluss zur langsamen Auskristallisation stehengelassen werden.
{\displaystyle {\ce {CuSCN + C18H15P + 2 C5H5N -> [Cu(SCN)(C5H5N)2(C18H15P)]}}}
Oder mit Verwendung der Ligandenkürzel:

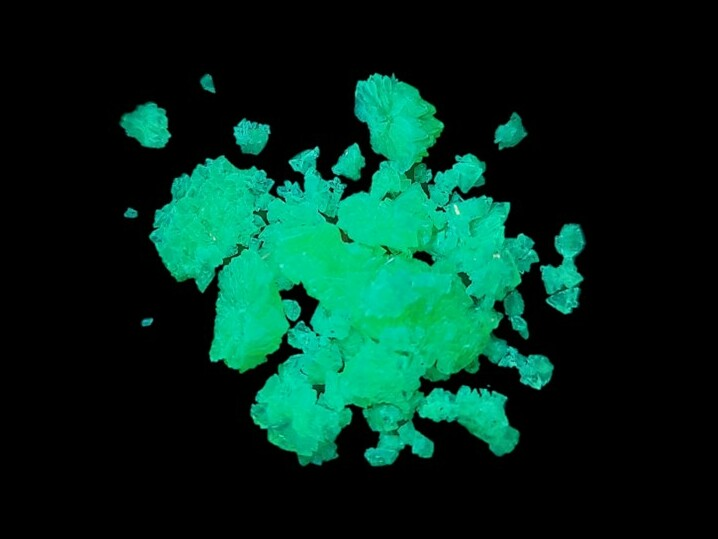
Fluoreszenz im trockenen Zustand bei 365 nm

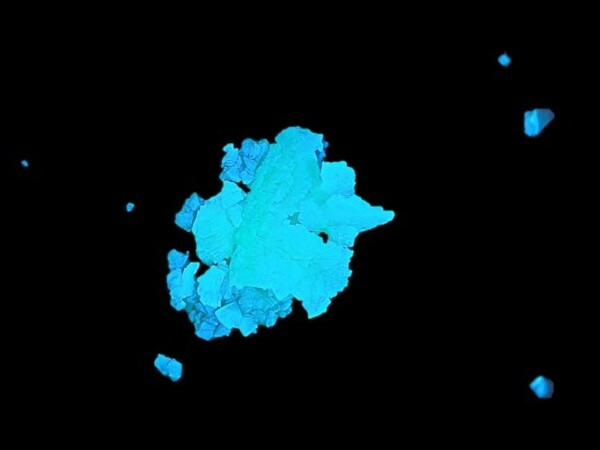
Fluoreszenz im nassen Zustand bei 365 nm

{\displaystyle {\ce {CuSCN + PPh3 + 2 py -> [Cu(NCS)(py)2(PPh3)]}}}

## Eigenschaften
Kupfer(I)-[bis(pyridyl)triphenylphosphin]thiocyanat ist ein hell türkisblau fluoreszierender und tribolumineszierender Komplex. Die Tribolumineszenz kommt vermutlich, auch wenn es die Forschung noch nicht eindeutig bestätigt hat, durch das Trennen der Kupfer-SCN-Bindungen beim Zerreiben zustande, wodurch auf der Oberfläche der Bruchkante SCN−-Ionen, sowie positiv geladene [Cu(py)2(PPh3)]+-Fragmente, entstehen. Der Ladungsausgleich verursacht die darauffolgende Leuchterscheinung. Die Fluoreszenz erfolgt bei 365 nm.
Die Kristallstruktur kann nach Zerstörung durch erneutes Lösen in heißem Pyridin wiederhergestellt werden.